# 모드 조지

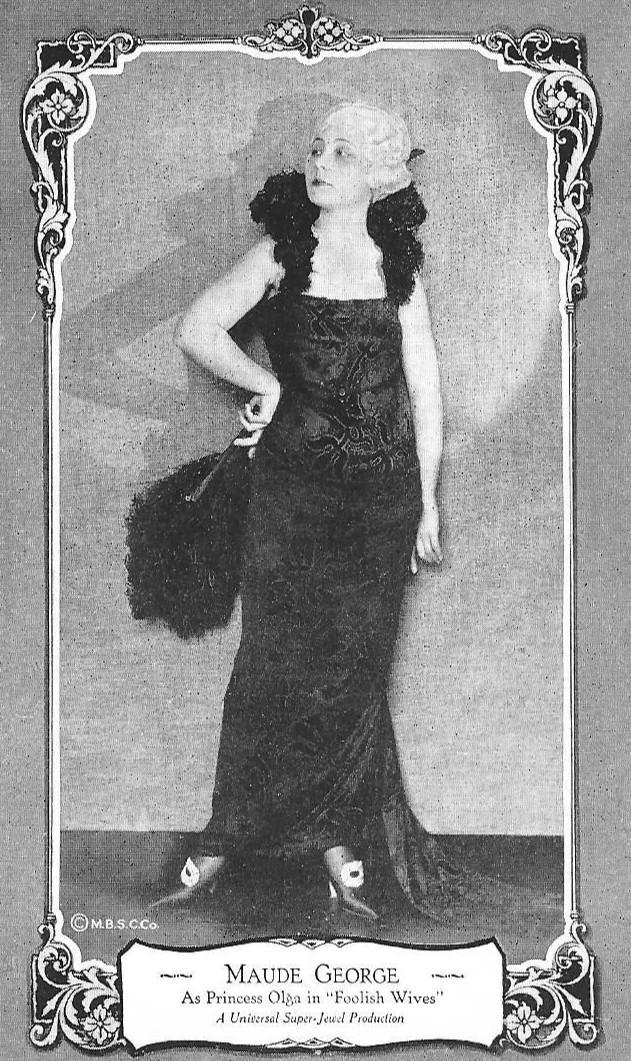

모드 조지(Maude George, 1888년 8월 15일 ~ 1963년 10월 10일)는 미국의 배우, 영화배우이다.
리버사이드에서 태어났다.

## 영화
- 웨딩마치 (1928년)
- 이브의 정원 (1928년)
- 어리석은 아낙네들 (1922년)